# Skocznia narciarska w Raciborzu
Skocznia narciarska w Raciborzu – nieistniejący już obiekt sportowy, powstały przed II wojną światową w Parku Miejskim (obecnie Arboretum Bramy Morawskiej). Punkt konstrukcyjny skoczni wynosił ok. 20 m, rozbieg miał długość ok. 25 m, a zeskok ok. 28 m. Od lat 60. XX wieku skocznia była nieużywana przez skoczków narciarskich. Skakali na niej jedynie saneczkarze oraz rowerzyści. Od jesieni 2008 roku pod skocznią budowany był tak zwany „zaczarowany ogród”. Po jego utworzeniu (ogród uroczyście otwarto 22 czerwca 2012 roku) skocznia została zlikwidowana, na jej buli stanęła platforma widokowa, a w miejscu rozebranego rozbiegu utworzono tzw. „kamienny krąg” z prowadzącą do niego aleją miast partnerskich.